# Boule d’Or-Colnago

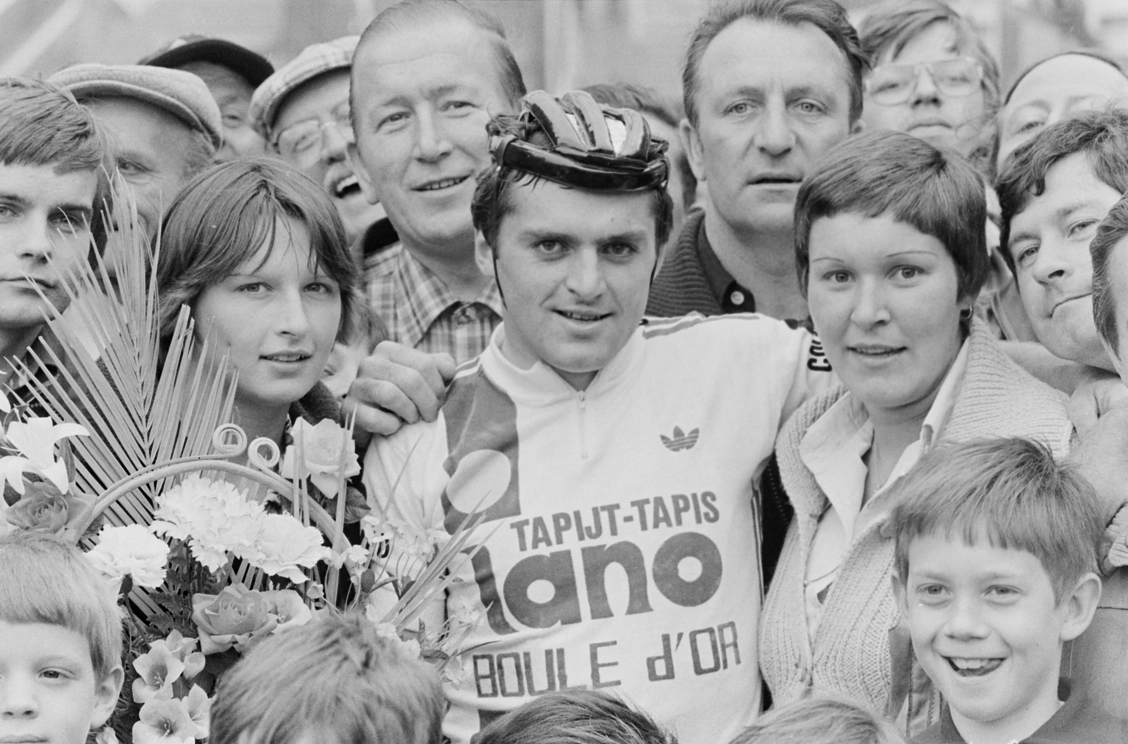
Eddy Vanhaerens beim Grote Prijs Raf Jonckheere 1979

Boule d’Or-Colnago oder Lano-Boule d’Or war ein belgisches professionelles Radsportteam, das von 1979 bis 1983 bestand. Nicht zu verwechseln mit den Teams Europ Decor-Boule d’Or oder Mini Flat-Boule d’Or–Colnago.

## Geschichte
Das Team wurde 1979 unter der Leitung von Guillaume Driessens und Julien Stevens gegründet. Hauptsponsor im ersten Jahr war die belgische Teppichfirma Lano Carpets aus Harelbeke. Im zweiten Jahr wurde die belgische Zigarettenmarke Boule d’Or Hauptsponsor. Co-Sponsoren waren 1979 Boule d’or, 1980 die italienische Immobilienfirma Studio Casa und 1982 bis 1983 der Radhersteller Colnago. Bei der Tour de France 1981 und Tour de France 1982 startete das Team als Sunair–Colnago weil zu dieser Zeit Werbung für Tabak in Frankreich nicht erlaubt war. Deshalb war 1981 und 1982 der niederländische Reiseveranstalter Sunair vermutlich nur Sponsor während der Tour de France oder bei Rennen in Frankreich. Nach der Saison 1983 wurde das Team aufgelöst und Teile des Teams wechselte zum Team Kwantum Hallen-Yoko.

## Doping
1980 wurde der Fahrer Pietro Algeri bei den UCI-Straßen-Weltmeisterschaften im französischen Sallanches positiv auf ein unbekanntes stimulierendes Mittel getestet. Pietro Algeri wurde mit einer Geldstrafe von 1000 Schweizer Franken belegt.

## Erfolge
1979
- neun Etappen und  Punkteklassement Vuelta a España
- Omloop Schelde-Durme

1980
- Lombardei-Rundfahrt
- Flandern-Rundfahrt U23
- Trofeo Baracchi
- Trofeo Laigueglia
- Druivenkoers-Overijse
- zwei Etappen Deutschland Tour
- eine Etappe KBC Driedaagse van De Panne-Koksijde
- eine Etappe 4 Jours de Dunkerque
- eine Etappe Belgien-Rundfahrt
- eine Etappe Vuelta a Mallorca

1981
- fünf Etappen und  Punkteklassement Tour de France
- Kampioenschap van Vlaanderen
- Grote Prijs Stad Zottegem
- Halle–Ingooigem
- De Kustpijl
- zwei Etappen Andalusien-Rundfahrt
- eine Etappe Deutschland Tour
- eine Etappe Katalonien-Rundfahrt
- eine Etappe Tour Cycliste du Tarn et du Rouergue

1982
- zwei Etappen Tour de France
- Kampioenschap van Vlaanderen
- Grand Prix de Fourmies
- Grand Prix Eddy Merckx
- Grote Prijs Jef Scherens
- Flandern-Rundfahrt U23
- Gesamtwertung und eine Etappe Andalusien-Rundfahrt
- zwei Etappen Route d’Occitanie
- zwei Etappen 4 Jours de Dunkerque
- eine Etappe KBC Driedaagse van De Panne-Koksijde
- Leeuwse Pijl
- GP du Tournaisis
- Omloop van het Leiedal

1983
- eine Etappe Tour de France
- Luxemburgischer Meister – Straßenrennen
- eine Etappe Paris-Nizza
- eine Etappe Niederlande-Rundfahrt
- eine Etappe Luxemburg-Rundfahrt
- eine Etappe KBC Driedaagse van De Panne-Koksijde
- eine Etappe Tour Européen Lorraine-Alsace
- Leeuwse Pijl

### Grand-Tour-Platzierungen
| Grand Tour            | 1979 | 1980 | 1981 | 1982 | 1983 |
| --------------------- | ---- | ---- | ---- | ---- | ---- |
| Vuelta a EspañaVuelta | 9    | –    | –    | DNF  | –    |
| Giro d’ItaliaGiro     | –    | DNF  | –    | –    | –    |
| Tour de FranceTour    | –    | –    | 14   | 7    | 48   |

### Monumente-des-Radsports-Platzierungen
| Monument                 | 1979 | 1980 | 1981 | 1982 | 1983 |
| ------------------------ | ---- | ---- | ---- | ---- | ---- |
| Mailand–Sanremo          | 95   | 5    | 7    | 8    | 20   |
| Flandern-Rundfahrt       | 30   | 4    | 2    | 7    | 20   |
| Paris–Roubaix            | 9    | 6    | 15   | 7    | 4    |
| Lüttich–Bastogne–Lüttich | 8    | 4    | 10   | 13   | 20   |
| Lombardei-Rundfahrt      | –    | 1    | –    | –    | –    |

## Bekannte ehemalige Fahrer
- Alfons De Wolf (1979–1980)
- Roger De Vlaeminck (1980)
- Alfons van Katwijk (1980–1981)
- Cees Bal (1981)
- Paul Wellens (1981)
- Rik Van Linden (1981)
- Freddy Maertens (1981–1982)
- Marc Sergeant (1981–1982)
- Rudy Matthijs (1982–1983)
- Daniel Willems (1982–1983)
- Dirk De Wolf (1983)